# Синодальный перевод
Синода́льный перево́д — устоявшийся термин, обозначающий перевод книг Библии на русский язык, осуществлённый в течение XIX века и утверждённый российским Святейшим синодом для домашнего (не богослужебного) чтения. Первый текст Синодального перевода (только Четвероевангелие) был опубликован в 1819 году. Полный текст Синодального перевода Библии вышел в 1876 году.
Для богослужений в Русской православной церкви используется перевод Библии на церковнославянский язык, так называемая Елизаветинская Библия.

## Описание
Синодальный перевод содержит все книги церковнославянской Елизаветинской Библии: 50 книг Ветхого Завета и 27 книг Нового Завета.
Перевод 39 канонических книг Ветхого Завета осуществлялся с еврейского языка (масоретского текста) с некоторым учётом Септуагинты и церковнославянского текста. Десять неканонических книг переведены с греческого, но одна (3-я книга Ездры) переведена с латинской Вульгаты. Перевод Нового Завета был выполнен с греческого оригинала по изданию Эльзевиров, известному как Textus Receptus с некоторым учётом данных известных к тому времени рукописей (прежде всего в тех случаях, когда ими подтверждались расхождения церковнославянского текста с Textus Receptus).

Празднование 140-летия Синодального перевода Библии во Владивостоке

Перевод имеет высокий авторитет и широко используется не только в православной Церкви, но и в других христианских конфессиях, использующих русский язык для проповеди: российскими баптистами, евангелистами, пятидесятниками, адвентистами, харизматами, католиками, а также в парахристианской конфессии — мормонами. 

## Критика
Уже после публикации перевод «встретил немало критических замечаний как в научном, так и в особенности в литературном отношении».
Директор Российского библейского общества, которое является создателем Синодального перевода, Анатолий Руденко признаёт, что данный перевод был устаревшим даже сразу после его издания. В переводе использован допушкинский язык, который не понятен обычному читателю. Притом перевод слишком дословный: в конце XIX века ещё не была написана теория Юджина Найды о переводе смысловых фрагментов вместо отдельных слов, которая на сегодняшний день является общепринятой. Синодальный перевод также не сохранил разнообразие языковых стилей еврейско-греческих рукописей.
Согласно историку Илье Шифману, стремление переводчиков следовать православной догматике привело к тому, что «в результате Синодальный перевод содержит многочисленные отклонения от масоретского текста, а также тенденциозные интерпретации оригинала». Есть мнение, что этот перевод «не соответствует уровню научных требований».

## История перевода

### Причины
В древней Руси не было потребности в переводе Священного Писания на народный язык, так как старославянский язык был народу вполне понятен.
К началу XIX века церковнославянский язык Елизаветинской Библии стал плохо понятен большинству населения Российской империи. Многие образованные люди, не зная церковнославянского языка, вынуждены были читать Библию на иностранных языках.
В 1819 году было опубликовано «Возглашение к христолюбивым читателям, напечатанное при первом Издании Евангелия на русском наречии», в котором было сказано: «Написанное за несколько столетий на нашем отечественном языке ныне нам уже мало понятно, без особенного изучения сего языка в древнем его состоянии. Из сего открывается, для беспрепятственного употребления и распространения Слова Божия, необходимость не только переводить Священное Писание на отечественный язык, но и на сем самом языке от времени до времени возобновлять перевод, сообразно с состоянием сего языка в его народном употреблении».

### Перевод Нового Завета
История русского перевода Библии восходит к созданному по инициативе Александра I Российскому библейскому обществу, под эгидой которого приблизительно в 1816 началась работа по переводу. Идея создания Российского Библейского Общества была вдохновлена бурно развивающимся в то время движением Библейских обществ в Европе и отражала беспрецедентную открытость России периода Александра I к европейской культуре.
В конце 1815 года, по возвращении в Россию, Александр I ознакомился с издательской деятельностью Общества и устно повелел его президенту, обер-прокурору Святейшего Синода князю А. Н. Голицыну предложить Синоду своё желание «доставить россиянам способ читать слово Божие на природном своём российском языке, яко вразумительнейшем для них славянского наречия». В выполнение этого решения, озвученного в докладе Голицына 28 февраля 1816 года, Синод поручает созданной Комиссии духовных училищ работу над переводом, а Российскому библейскому обществу — его издание. Источником для перевода был Textus Receptus.
Руководство переводом осуществлял вице-президент Российского библейского общества архимандрит Филарет. Принципы перевода Нового Завета были изложены в определении Комиссии духовных училищ от 16 марта 1816 года, которое, видимо, было написано Филаретом. Предполагалось, что существенно, что оригинальный греческий текст будет основой русского перевода, в отличие от прозвучавшего в докладе Голицына простого «переложения Нового Завета с древнего славянского на новое российское наречие».
Одобрением перевода к печати занимался Переводческий Комитет, созданный при Российском Библейском обществе, в состав которого (как и в Комиссию духовных училищ) входили члены Синода — митрополит Новгородский и Санкт-Петербургский Михаил и архиепископ Тверской Серафим.
В 1817 году Российским Библейским обществом были закончены четыре Евангелия, в 1818 году — Деяния, к 1821 году — послания и Откровение. В те же годы несколькими изданиями печатаются части нового русского перевода.
В 1819 году митрополит Филарет издал свой комментированный перевод книги «Бытие».
В 1822 году вышло первое полное издание Нового Завета и Псалтирь. В то же время был начат перевод Ветхого Завета.

### Перерыв в деятельности
В 1826 году дело перевода и издания было приостановлено в силу общего изменения внутриполитической ситуации в России. Перевод книг Ветхого Завета, который к тому времени достиг книги Руфи, был остановлен. В конце 1824 — начале 1825 г. отдельные тиражи Восьмикнижия (Бытие-Руфь) были сожжены на кирпичных заводах. Дальнейшая печать популярных в народе Нового Завета и Псалтири также были запрещены, хотя репринты и продолжали осуществляться за границей и поступать в Россию.
В 1845 митрополит Филарет составил записку в Синод «О догматическом достоинстве и охранительном употреблении греческого седмидесяти толковников и славенского переводов Священного писания». Работа над переводом была возобновлена по смерти Николая I.

### Возобновление переводов
20 марта 1858 Святейший Синод постановил: «Перевод на русский язык сначала книг Нового Завета, а потом постепенно и других частей Священного Писания необходим и полезен, но не для употребления в церквах, для которых славянский текст должен оставаться неприкосновенным, а для одного лишь пособия к разумению Священного Писания. К переводу сему должно приступить со всевозможной осмотрительностью через лиц, испытанных в знании еврейского и греческого языков, по избранию и утверждению Святейшего Синода».
5 мая 1858 Постановление было утверждено Александром II. Перевод осуществляли профессора духовных академий: Петербургской, Московской, Киевской и Казанской.
В 1860 был издан русский перевод Четвероевангелия, в 1862 — остальных книг Нового Завета. Фактически он представлял собой новую редакцию изданий Российского библейского общества 1820-х годов с незначительными изменениями. В основу легли печатные издания греческого Нового Завета, прежде всего — трёхтомник Христиана-Фридриха Маттеи (1803—1807): tomus 1, tomus 2, tomus 3 и двухтомник Иоганна Мартина Августина Шольца (1830—1836): volumen 1, volumen 2. В скобках в русский перевод вносились слова, отсутствовавшие в этих книгах, но наличествовавшие в церковнославянских текстах.
Окончательная редакция осуществлялась Святейшим Синодом и лично митрополитом Московским Филаретом вплоть до его смерти в 1867 году.

### Перевод Ветхого Завета
Работа над переводом началась в 1860 году. Тогда профессора СПбДА: М. А. Голубев, Д. А. Хвольсон и Е. И. Ловягин приступили к пересмотру переводов, выполненных ранее протоиереем Г. П. Павским и архимандритом Макарием. Результатом их работы стала публикация «Пятикнижия Моисеева» в академическом журнале «Христианское чтение» в 1861—1863 годы.
В 1862 году митрополит Московский Филарет получил согласие Святейшего Синода на использование масоретского текста, нормативного для еврейской Библии, в качестве основы перевода. При помощи А. В. Горского он составил инструкцию для переводчиков как им необходимо поступать в случае расхождений масоретского текста с Септуагинтой, лежащей в основе официального славянского перевода.
С 1867 года вся работа по окончательной подготовке русского перевода была сосредоточена в Священном Синоде. Особое внимание ей уделял митрополит Исидор. Основной труд по редактированию в Синоде взял на себя протопресвитер В. Б. Бажанов.
Ветхозаветная часть русского перевода издавалась частями: в 1868 году было издано «Пятикнижие Моисея», в 1869 г. — исторические книги; в 1872 г. — учительные книги; в 1875 г.— пророческие, а в 1876 году был издан полный перевод. Перевод канонических книг делался на основе масоретского текста, но включал (в скобках) фрагменты, содержащиеся только в Септуагинте. Все неканонические книги были переведены с греческого текста, за исключением 3-й книги Ездры, переведённой с латинского.
Перевод получил название «Синодальный», так как был издан по благословению Святейшего Синода.

### Современные издания
Синодальный перевод продолжал переиздаваться до революции 1917 года, с некоторыми коррекциями. В 1916 году Санкт-Петербургская духовная академия приняла решение о выпуске переиздания с существенными исправлениями перевода, предложенными И. Е. Евсеевым, однако изданию помешала революция. В то же время перевод переиздавался в различных вариациях за границей.
После революции лидер евангельских христиан СССР Иван Степанович Проханов смог получить разрешение перевести на современную орфографию и издать в Ленинграде ряд книг Синодального перевода: Новый Завет в 1926 году (тиражом 25 тыс. экз.) и канонические книги Ветхого Завета в 1928 (35 тыс. экз.). Как основу он использовал издание 1882 года, где были устранены все вставки из Септуагинты и, соответственно, славянской Библии. В последующем масштабные гонения в отношении религиозных организаций в 1930-е годы мешали каким-либо библейским изданиям.
После Второй Мировой войны религиозная политика советского руководства сменилась относительной терпимостью к официально признаваемым религиозным организациям. В результате усилий, предпринятых тогдашним председателем Издательского отдела Московского патриархата митрополитом Крутицким и Коломенским Николаем, было получено разрешение властей на издание Библии в Синодальном переводе в количестве 25 тыс. экземпляров. Издание было подготовлено под редакцией профессора ленинградской Духовной Академии А. А. Осипова, за основу было взято достаточно редкое издание 1917 года, из коллекции В. П. Шереметева (жившего в одном из корпусов Новодевичьего монастыря, где тогда размещался Издательский отдел). В этой редакции был произведён частичный перевод дореформенной орфографии на современную с минимальными коррекциями, особенностью стало воспроизведение архаичного набора каждого стиха с красной строки. Издание было выпущено в Москве в 1956 году к 100-летнему юбилею перевода, и положило начало публикации Библии в Советском Союзе.
В 1968 году, в связи с исчерпанием тиража издания 1956 года, и воспользовавшись отмечаемым в тот год юбилеем 50-летия восстановления Московского патриаршества, к участию в котором привлекалось множество иностранных гостей, Московской Патриархии удалось осуществить новое издание Синодального перевода тем же тиражом в 25 тыс. экземпляров. В его основе лежало издание 1912 года. Новым в нём было то, что строки внутри глав были слиты в единые блоки и разделены по смысловым абзацам. Была продолжена работа по частичной смене орфографии с дореволюционной на современную. Также в издании 1968 года впервые содержалось приложение «О книгах канонических и неканонических», повторяемое затем всеми последующими церковными изданиями Библии, а в их оглавлениях книги, отсутствующие в еврейской Библии, стали отмечаться как неканонические. В 1976 году по оригинал-макету этого издания был выпущен новый тираж в 50 тыс. экз., приуроченный к 100-летнему юбилею русской Библии, переизданный в 1979 (50 тыс. экз.) и 1983 годы (75 тыс. экз.). В те годы распространение Библии в СССР было крайне ограничено, Библия практически отсутствовала в продаже, тиражи распространялись для внутрицерковных нужд, поступая в немногие семинарии и монастыри. Издание Библии 1988 года (100 тыс. экз.) Московская Патриархия могла уже распространять свободно. Издание было приурочено к юбилею 1000-летия Крещения Руси. Это было воспроизведение прежнего стереотипного издания, в котором лишь ряд обнаруженных ранее опечаток был исправлен ретушёрами на типографских плёнках. Его переиздания выпускались в 1990 (50 тыс. экз.) и в 1999 годах (10 тыс. экз.).
Следующая редакция вышла в 2000 году очень малым тиражом, приуроченная к 2000-летию Рождества Христова. Библейский текст, а также параллельные места к нему, был составлен из нескольких частей, заимствованных из интернета и появившихся тогда лазерных дисков. Текст справочного аппарата сканировали с Библии 1999 года. Корректура текста выявила довольно много опечаток в электронных версиях, также предложено много нормализаций устаревшей орфографии и пунктуации. Только часть их вошла в данное издание, остальные вошли в редакцию, изданную в 2008 году. Издание 2008 года также отличалось тем, что оно было выпущено на тонкой бумаге, чтобы конкурировать по цене с более дешёвыми книгами, издаваемыми Российским Библейским обществом. Также были обновлены дополнительные материалы.
По мнению Российского библейского общества, работа, произведённая в Издательском отделе Московской Патриархии в связи с изданиями Библии 1956 и 1968 годов и в Издательском совете РПЦ в связи с изданиями 2000 и 2008 годов, была не редакторской, а корректорской. Причём сама корректура была проведена весьма непоследовательно.

## Значение

### Российское общество
По мнению митрополита Илариона (Алфеева), Синодальный перевод произвёл громадный сдвиг в русской культуре и послужил развитию русскоязычного богословия в конце XIX и на всем протяжении XX века.

### Христианство в целом
С приходом советской власти преподавание церковнославянского языка было практически под запретом. Но благодаря наличию перевода Библия оставалась доступной для чтения и восприятия. Это позволяло христианам сохранить веру и закладывало основы для духовного возрождения религиозной жизни после отхода государства от атеизма. Митрополит Иларион (Алфеев) назвал Синодальный перевод «Библией новомучеников».

### Протестантизм
Первый председатель Союза русских баптистов Иоганн Вилер писал: «Когда Вилер в 1862 году впервые увидел русский Новый Завет новейшего синодального издания большого формата в красном сафьяновом переплёте с золотым крестом на обложке и приобрёл его за один рубль, он, плача от радости, прижал его к своим губам и груди, восклицая: пробил час раскрепощения миллионов [жителей] России, которые столетиями изнывали от духовного и телесного рабства».
Протестантские общины существовали в России с середины XVI века. Однако именно издание Синодального перевода привело к массовому и стихийному возникновению в крестьянской среде кружков по изучению Библии (движение штундизма) и как следствие — бурному росту протестантизма. Кроме того, по мнению советско-немецкого историка религии и богослова Йоханнеса Дика, перевод Нового Завета на народный русский язык стал отправной точкой для определяющего религиозного конфликта в Российской империи во второй половине XIX века. С точки зрения первых штундистов, сутью конфликта было обретение истины. С точки зрения Православной церкви, истина содержится как в Священном Писании (Библии), так и в Священном Предании, которое включает тексты, либо интерпретирующие, либо дополняющие Библию. При этом стержнем православия, по мнению Дика, являются не священные тексты, а богослужение (литургия), не всегда понятное прихожанам из-за своего символизма. Дик считал, что такая расстановка приоритетов поставила Священное Писание в подчинение перед Священным Преданием. Вера стала проекцией обряда, а форма подчинила содержание.
Для протестантов же абсолютным авторитетом является только Библия, всё остальное ей подчинено. Читая Библию на понятном языке, люди стали сопоставлять её содержание с церковной действительностью. Интуитивно интерпретируя тексты (тем более, что Синод не имел стратегии по сопровождению комментариями издания Нового Завета) читающие приходили к выводу, что в Церкви должно быть «всё как в Писании». Однако выстраивание церковной практики «только по Писанию», игнорируя Священное Предание, привело бы к радикальному упрощению обрядов или их полной отмене, на что Синод не мог пойти. Это повело к преследованиям протестантов.